# لئوناردو بنه ولو

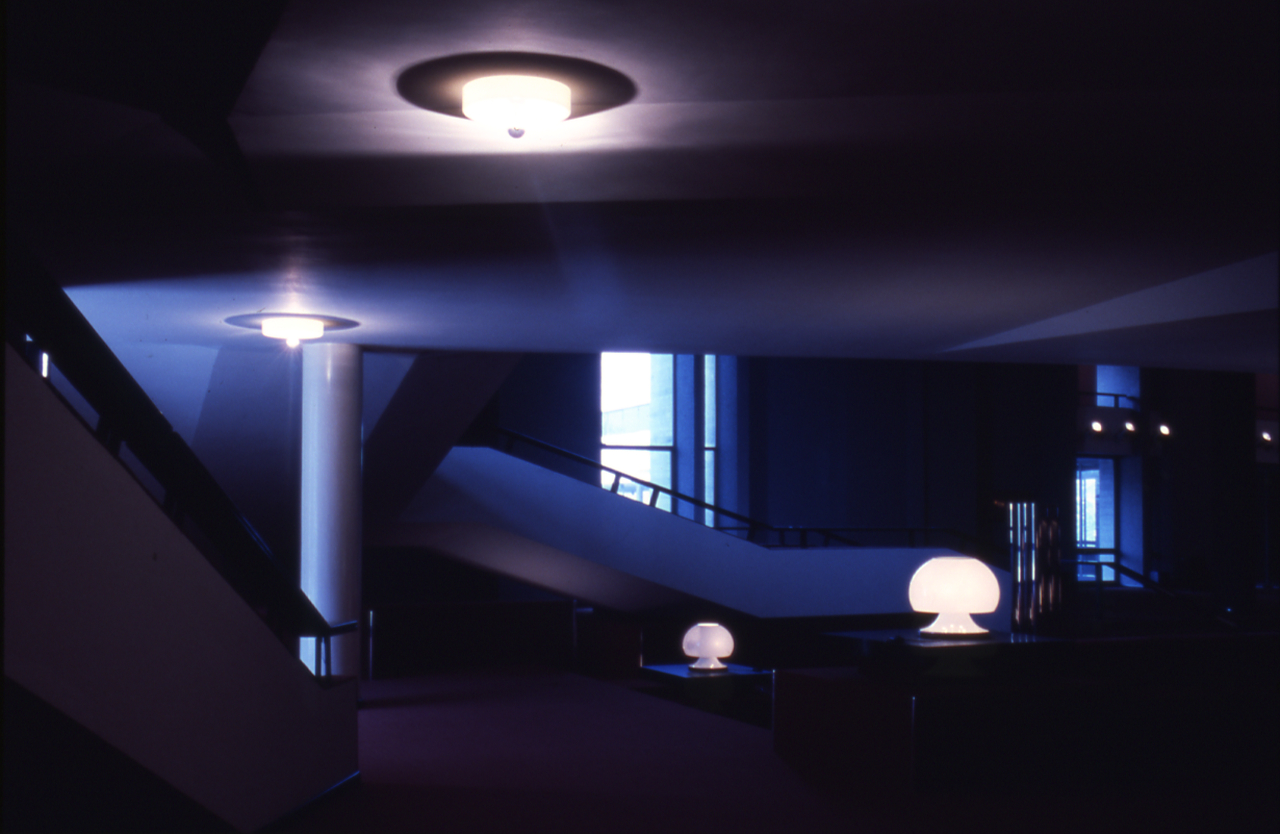
عکس ازپائولو مونتی ۱۹۷۶. یک نگاره از طراحی و معماری داخلی تالار بورس و سهام بولونیا. توسط لئوناردو بنه ولو، کارلو ملوگرانی و توماسو جورو لونگو

لئوناردو بنه ولو (۲۵ سپتامبر ۱۹۲۳ – ۵ ژانویه ۲۰۱۷) معمار، برنامه‌ریز شهری و مورخ معماری اهل ایتالیا بود.

## حرفه
وی متولد اورتا سان جولیو، ایتالیا بود. بنه ولو معماری را در رم تحصیل کرد و در سال ۱۹۴۶ فارغ‌التحصیل شد. بعدها تاریخ معماری را در رم، فلورانس، ونیز و پالرمو آموخت. کتاب او تاریخ معماری مدرن که برای اولین بار در سال ۱۹۶۰ چاپ شد، از سال ۱۹۹۶ تاکنون ۱۸ بار تجدید چاپ شده و به شش زبان نیز ترجمه شده‌است. بنه ولو مفهوم شهر «محافظه‌کارانه» را توسعه داد که به درک مهم تکامل شهرها کمک بزرگی کرد.

## تألیف
۱۹۶۷: ریشه‌های برنامه‌ریزی شهری مدرن
1968:تاریخ معماری رنسانس در پنج جلد
۱۹۷۷: تاریخچه معماری مدرن (در ایران تاریخ معماری مدرن ترجمه شده است)
۱۹۸۰: تاریخ شهر
۱۹۹۵: شهر اروپایی

## ترجمه آثار به فارسی
- تاریخ معماری مدرن، ترجمه سیروس باور، انتشارات دانشگاه تهران، ۱۳۵۳.
- آشنایی با تاریخ معماری، ترجمه علی محمد سادات افسری، مرکز نشر دانشگاهی، ۱۳۸۱.